# Нова Україна (Старобільський район)
Нова́ Україна — село в Україні, у Марківській селищній громаді Старобільського району Луганської області. Стара назва (до 1929) — Скородна. Населення становить 33 особи.